# Оленівка (станція)
Оле́нівка — проміжна залізнична станція Донецької дирекції Донецької залізниці на електрифікованій лінії Донецьк — Волноваха між станціями Доля (6 км) та Південнодонбаська (15 км). У південному напрямку відгалужується залізнична лінія на Докучаєвськ, що використовується для вантажного руху. Розташована у центрі смт Оленівка Кальміуського району Донецької області.

## Історія
Станція відкрита 1872 року під час прокладання Костянтинівської залізниці, яка доволі швидко увійшла до складу Донецької кам'яновугільної, а ще через деякий час ця частина гілки приєднана до Катерининської залізниці.
У 1963 році станція електрифікована постійним струмом (=3 кВ) в складі дільниці Ясинувата — Маріуполь.

## Пасажирське сполучення
До середини 2014 року через станцію Оленівка прямували приміські електропоїзди сполученням Маріуполь — Ясинувата. Впродовж 2014—2019 років рух на ділянці Донецьк — Оленівка був припинений. 
19 серпня 2019 року на станцію вперше за п'ять років прибув приміський поїзд у складі двох вагонів сполученням Донецьк — Оленівка. Поїзд курсує двічі на день.